# Neobisium peruni
Neobisium peruni är en spindeldjursart som beskrevs av Bozidar P.M. Curcic 1988. Neobisium peruni ingår i släktet Neobisium och familjen helplåtklokrypare. Inga underarter finns listade i Catalogue of Life.